# Denis Sassou-Nguesso
Denis Sassou-Nguesso (* 1943) je prezident Konžské republiky (od roku 1979 s přerušením v letech 1992–1997).

## Život
Narodil se v Edou v oblasti Ojo a je příslušníkem kmene Mbošů. V roce 1960, těsně před osamostatněním země, vstoupil do vojska. Výcvik absolvoval v Alžírsku a ve Francii a po návratu byl zařazen do elitního výsadkářského pluku.
Denis Sassou-Nguesso se přikláněl k socialistickým myšlenkám. V roce 1968 se účastnil vojenského převratu, který vynesl k moci Mariena Ngouabiho a stal se jedním z prvních členů Konžské strany práce (KSP) založené v prosinci 1969.
V roce 1970 se Sassou-Nguesso stal ředitelem bezpečnosti a ministrem v nově vzniklé prezidentské radě. Když byl Ngouabi zavražděn, postavil se Sassou-Nguesso do čela Vojenského výboru strany, který řídil stát před nástupem plukovníka Joachima Yhombi-Opanga. Sasso-Nguesso byl poté povýšen na plukovníka a ujal se úřadu místopředsedy Vojenského výboru strany. V tomto úřadě setrval až do 5. února 1979, kdy byl Yhombi-Opango přinucen odstoupit kvůli obviněním z úplatkářství a zneužívání své funkce. 8. února vybral Vojenský výbor strany Sassou-Nguessa novým prezidentem – toto rozhodnutí bylo následovně potvrzeno třetím mimořádným sjezdem KSP.
Denis Sassou-Nguesso překvapil mnoho zahraničních pozorovatelů, kteří v něm viděli jen vojenského diktátora využívajícího marxistickou ideologii. Dokázal totiž poměrně obratně vyjednávat s MMF a přilákat do země, především do lukrativního petrochemického průmyslu, zahraniční investory.
V letech 1986–1987 předsedal Organizaci africké jednoty.
Ke konci 80. let postupně upouštěl od tvrdé marxistické linie. V roce 1989 omezil vliv státu na hospodářství země a z vězení nechal propustit své politické odpůrce. O rok později pak umožnil přechod k pluralismu. V parlamentních volbách roce byla 1992 nejprve poražena KSP a o měsíc později i sám Denis Sassou-Nguesso, jehož v úřadě nahradil Pascal Lissouba. Po postupné eskalaci napětí Lissouba zemi opustil v roce 1997. Do svého úřadu se Denis Sassou-Nguesso vrátil 25. října téhož roku.
V říjnu 2021 byl Denis Sassou N'Guesso citován ve skandálu „Pandora Papers“. Podle mezinárodního konsorcia novinářů to bylo v roce 1998, těsně po návratu k moci Denise Sassou N'Guessa, Inter African Investment byla údajně registrována na Britských Panenských ostrovech, karibském daňovém ráji. Denis Sassou N'Guesso popírá, že by šlo o dokumenty.

## Vyznamenání
- Řád José Martího – Kuba, 1982[1][2]
- velkokříž s řetězem Řádu Isabely Katolické – Španělsko, 18. listopadu 1983[3]
- velkokříž Řádu prince Jindřicha – Portugalsko, 24. listopadu 1984[4]
- Řád Agostinha Neta – Angola, 1992
- velkokříž Národního řádu Beninu – Benin, 18. března 2011 – udělil prezident Yayi Boni[5][6]
- velkokříž Řádu Mono – Togo, 2011[7]
- komtur Řádu za zásluhy – Středoafrická republika